# コロンノ
コロンノ（伊: Colonno）は、イタリア共和国ロンバルディア州コモ県にある、人口約500人の基礎自治体（コムーネ）。

## 地理

### 位置・広がり
コモ県のコムーネ。県都コモから北北東へ17kmの距離にある。

#### 隣接コムーネ
隣接するコムーネは以下の通り。※はコモ湖対岸のコムーネ。
- トレメッツィーナ - 北
- サーラ・コマチーナ - 北東
- レッツェノ - 南東※
- アルジェーニョ - 南西
- ピグラ - 西
- ライーノ - 北西
- ポンナ - 北西

### 地震分類
イタリアの地震リスク階級 (it) では、4 に分類される
。

## 行政

### 山岳部共同体
広域行政組織である山岳部共同体「ラーリオ・インテルヴェーゼ山岳部共同体」 (it:Comunità montana del Lario Intelvese) （事務所所在地: チェントロ・ヴァッレ・インテルヴィ）を構成するコムーネの一つである。